# Nezumia pulchella
Nezumia pulchella es una especie de pez de la familia Macrouridae.

## Morfología
Los machos pueden llegar alcanzar los 30 cm de longitud total.

## Hábitat
Es un pez de aguas profundas que vive entre 250-960 m de profundidad.

## Distribución geográfica
Se encuentra desde el norte del Perú hasta el Chile central.